# Palaeosepsioides grimaldii
Palaeosepsioides grimaldii är en tvåvingeart som beskrevs av Ozerov 1992. Palaeosepsioides grimaldii ingår i släktet Palaeosepsioides och familjen svängflugor.
Artens utbredningsområde är Venezuela. Inga underarter finns listade i Catalogue of Life.